# 加茂あこ
加茂 あこ（かも あこ、1997年10月2日 - ）は、2019年度のミス・ユニバース・ジャパン（ミス・ユニバース日本代表）。

## 人物
兵庫県宝塚市出身。小林聖心女子学院高等学校を経て、神戸女学院大学文学部英文学科 在学中。
幼少期からバレエや合唱団、エレクトーン、書道、ジャズダンス、体操、絵画教室など多くの芸事を習学。このことが現在の自身の豊かな感性につながっている。また小学生の頃からチャリティー活動を通じて奉仕精神を養い、人のために生きる人間でありたいと思うようになる。
小学6年生の時には当時所属していた宝塚少年少女合唱団から選抜され、佐渡裕監督のカルメン(兵庫芸術文化センター 大ホール)の舞台に立ち、将来は舞台に立つ仕事に就きたいと憧れを抱くようになる。また高校生の時には自身の出身地である宝塚市の宝塚歌劇団に魅了され、宝塚音楽学校を3度受験した。
家族が台湾やドバイ、ドーハなどの海外で働いていた影響から、異文化に触れることが多く、多様性への理解や受容力を養った。大学進学後にはフィリピンでの交換留学の経験もあり英語も堪能。
幼い頃から奉仕活動の経験を通じて培ってきた悩みを抱える人の役に立ちたいという想い、また舞台へ立つことへの憧れから、自身が影響力を持つことで多くの人へエネルギーを届けられるミス・ユニバース・ジャパンを目指すようになる。
2019年ミス・ユニバース・ジャパン（ミス・ユニバース日本代表）となり同年世界大会に出場した。
尊敬する人はマザー・テレサ。愛の重要性を説く考え方、大きな愛を持って人々に接する生き方に感銘を受け、自身の価値観や考え方に影響を受けている。